# イェルカ・ローゼン
イェルカ・ローゼン（Jelka Rosen, 1868年12月30日 - 1935年5月28日）は、ドイツの画家。イギリスの作曲家フレデリック・ディーリアスの妻として最も知られる。

## 生涯

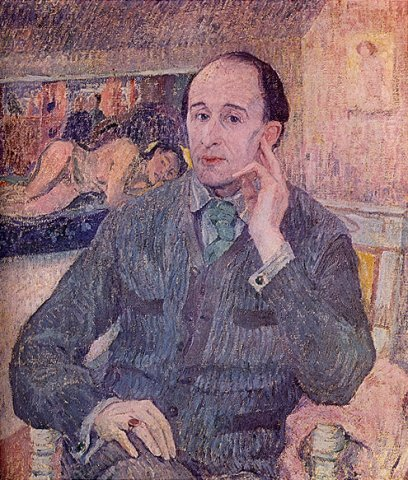
ディーリアスの肖像画
1912年 イェルカ画

イェルカとして知られたヘレーナ・ゾフィー・エミリー・ローゼン（Helena Sophie Emilie Rosen）は1868年に、現在はセルビアの首都であり、当時はオーストリア＝ハンガリー帝国領だったベオグラードで生まれた。父はベオグラードの北ドイツ連邦総領事であったが、もとは言語学を専門とする学者であった。画家の母は作曲家、ピアニストのイグナーツ・モシェレスの娘であった。イェルカはその2人の末娘であった。
イェルカは1892年から、夫を亡くした母に伴われてパリのアカデミー・コラロッシで美術を学んだ。彼女はパリの美術展、アンデパンダン展に出展していた。ディーリアスとの出会いは1896年1月16日の晩餐会の場であり、2人はニーチェの著作やグリーグの音楽への興味を同じくしていることを知る。1897年にフロリダから戻ると、ディーリアスは彼女と彼女の母が住むグレ＝シュル＝ロワンの家へと移り、1903年にイェルカと結婚した。彼女はシュレースヴィヒ＝ホルシュタイン州の名家の遺産を幾ばくか相続しており、ディーリアスにとっては彼女の資産が財政的な支えとなった。
イェルカは天性の才能で多くの言語を読み、話すことができ、ディーリアスはその彼女がしばしば薦めるテクストに対して曲を付けていた。彼女は「日没の歌」にアーネスト・ダウスンの作品を、「告別の歌」にはウォルト・ホイットマンの作品をあてがった。彼女による歌詞のドイツ語訳が、楽曲とともに出版されることもよくあった。また、彼女の画家としての技能も得がたいものであり、指揮者のトーマス・ビーチャムが1920年にオペラ「村のロメオとジュリエット」を蘇演した際には舞台装置のデザインのスケッチを行った。オペラ「フェニモアとゲルダ」の歌唱譜の表紙は、彼女自身の絵で飾られている。
イェルカはディーリアスが他の女性と浮気していたにもかかわらず、献身的な態度を変えなかった。ディーリアスが最期の12年間に梅毒の第3ステージとなって視力を失い、麻痺に陥った後になっても、彼女は彼の介助をやめようとはしなかった。しかし彼女自身も大腸癌を患ってからは、外部に助けを求めるようになる。これに応じたのがエリック・フェンビーであり、彼は作曲家の代筆者を買って出たが、ディーリアスの個人的な看護師になることもしばしばあった。フェンビーがディーリアスの元で仕事をした期間は6年間に及ぶが、この間はイェルカが治療のために断続的に留守にしていたのである。イェルカはディーリアスが没する1934年6月には、看護施設から帰宅して彼の側に付き添った。ディーリアスはグレ＝シュル＝ロワンの自宅の庭への埋葬を希望し、それが叶わない場合はイングランドで眠りたいと申し伝えていた。地元当局は庭への埋葬を許可しなかったが、イェルカの病は長旅に耐えられる状態ではなかったため、ディーリアスはグレの地方墓地に埋葬された。
1935年5月、いまだ状態は万全ではなかったものの、イェルカは船旅に十分耐えられるまでに回復したと感じていた。そこで夫がイングランドで再度埋葬されるのに立ち会うため、サリーのリンプズフィールドのセント・ピーター教会へ向かった。しかしながら、旅の途上で肺炎球菌感染を起こし、イングランドに着くや否やドーヴァーで入院することになった。その後、ロンドンのケンジントンにある病院へ移送されたが、1935年5月28日に彼女はこの世を去った。夫の再埋葬の2日後のことであった。彼女は夫と共に葬られ、2人は同じ墓で眠っている。ビーチャムは彼女の遺産で設立された信託団体を運営し、ディーリアスの作品の普及に努めた。ビーチャムもまた、現在は夫妻の近くで眠りについている。
1968年のケン・ラッセルの映画「ソング・オブ・サマー Song of Summer」では、女優のモーリーン・プライアーがイェルカ・ローゼン役を演じている。